# Hockey Club Valenciennes
Le Hockey Club Valenciennes est un club français de hockey sur gazon fondé après la Seconde Guerre mondiale et basé à Valenciennes. L'équipe masculine du club a évolué parmi la deuxième division (Nationale 1) du hockey sur gazon français une majeure partie de ces dix dernières années mais elle fait en revanche partie du top 4 du hockey en salle hexagonal (Elite) depuis douze ans. Elle a d'ailleurs été trois fois championne de France indoor en 2013, 2014 et 2024. Et lors de la saison gazon 2013-2014, elle a également été promue en Elite, ce qui fait qu’elle évolue au plus haut niveau sur les deux tableaux en 2015.
Pour la saison 2024-2025, l'équipe sénior 1 masculine évolue dans le championnat gazon de Nationale 1 (2e échelon du hockey sur gazon français) et en championnat salle Elite (1er échelon du hockey en salle français)

## Histoire
Le HC Valenciennes est né après la Seconde Guerre mondiale sous le nom de U.S.V.A Hockey Club. Le club a connu un réel essor grâce à Yves Soyez qui a créé une section sport-études au lycée de Le Quesnoy, petite ville située à proximité de Valenciennes. La génération montante du milieu des années 1990 est en bonne partie issue de cette section.
Au début des années 2000, le club a quitté le complexe sportif Nungesser au profit du complexe Vauban doté d'un terrain synthétique sablé. La saison 2009 marque un tournant dans la vie du club avec l'annonce d'un nouveau terrain synthétique sablé, avec système d'arrosage, qui permet de jouer à domicile lors des matches Elite. La saison 2009 a également vu la création de la première équipe féminine, une étape supplémentaire dans le développement du club.
L'équipe première joue au plus haut niveau en salle depuis plus de dix ans. L'année 2008 a été marquée par une première participation en Coupe d'Europe de hockey en salle à Espinho (POR) après avoir conquis deux titres de vice-champion de France en Elite salle en 2006 et 2007.
En 2009, l'équipe première remporte le championnat de France de Nationale 1 gazon, obtenant son ticket pour le championnat Elite. Malheureusement, elle redescend l'année suivante. Depuis, elle s'est stabilisée à nouveau en Nationale 1, même si elle a connu des hauts et des bas. Le dimanche 1er juin 2014, elle obtient d'ailleurs une nouvelle montée en Elite grâce à une victoire 9-0 sur Douai en phase de "Promotion Elite".
En 2010, elle avait été rétrogradée volontairement en Nationale 2, à la suite du départ de nombreux joueurs. Il lui faudra alors deux ans pour remonter en N1 et lors de leur retour à ce niveau, une victoire à la dernière journée pour se maintenir. La saison 2012/2013, avec le retour de nombreux cadres, voit l'équipe se qualifier pour la phase de "Promotion Elite" mais malheureusement échouer pour la montée lors de la dernière journée à Nantes.
Pour la saison 2013/2014, le HCV parvient à nouveau se qualifier en Promotion Elite, lors de son dernier match à domicile en novembre contre Lambersart. Et Les Rouge et Blanc obtiennent donc leur ticket pour l'Elite 2014/2015 lors de la deuxième partie de saison...
De son côté, la réserve évoluait en Nationale 3 gazon depuis plusieurs années et en Nationale 2 salle (niveau maximum pour une réserve) depuis très longtemps, avec quelques titres nationaux à la clé. Le dernier en date le dimanche 8 mars 2015, ou l'équipe remporte la N2 à la suite d'une victoire contre Caen (7-4) lors du tour final à Bordeaux. Le 1er juin 2014, la réserve avait également obtenu son ticket pour Nationale 2 gazon, par une victoire 5-3. Cette équipe constitue le point de transit pour les jeunes du club appelés à intégrer le groupe de l'équipe première.
Les jeunes sont quant à eux toujours présents dans les championnats régionaux même si le club a peiné à recruter ces dernières années. Fort heureusement, quelques joueurs se sont investis de cette mission de découverte et de formation au sein des écoles ou des municipalités du bassin valenciennois et la croissance a repris depuis quelques années. Les effectifs de l'école de hockey sont en forte hausse.

### Double champion de France en salle 2014 et 2015
Le 10 février 2013, l'équipe Elite salle masculine devient championne de France pour la première fois de son histoire en battant le Lille Métropole Hockey Club, double tenant du titre, à Douai, sur le score de 6-2. Lors des matchs de classement, Valenciennes avait gagné 7 fois et perdu 2 fois en 9 matchs alors que Lille avait gagné 9 fois en autant de matchs. Le Hockey Club Valenciennes a donc participé à la deuxième Coupe d'Europe de son histoire en février 2014 en Angleterre, avec les meilleures équipes du continent. Malheureusement, elle est descendue en deuxième division européenne à cette occasion.
Mais une semaine avant son départ en Coupe d'Europe en Angleterre, le HCV a conservé son titre de champion de France de hockey en salle grâce à une nouvelle victoire sur son rival lillois (4-3), le dimanche 9 février 2014. En championnat régulier, les Valenciennois avaient cette fois dominé les débats en finissant 1er, avec tout de même une défaite face à Lille. En 2015, ils participent donc à la 3e Coupe d'Europe en salle, au Danemark à Lingby. Ils parviennent à cette occasion à se maintenir en deuxième division européenne aux dépens des locaux lors du dernier match. Au terme de celui-ci, le coach Franck Chirez annonce son départ après 12 saisons salle à la tête du club, 12 demi-finales, 2 titres de champion, 3 de vice-champion et 3 coupes d'Europe. Une nouvelle ère se prépare donc alors que le club a fini 3e du championnat de France lors de la saison 2014-2015 indoor.

### Champion de France salle 2024
Lors de la saison salle 2024, le Hockey Club de Valenciennes entraîné par Yves Soyez remporte son troisième titre national grâce à une victoire en finale face au LUC Ronchin, tenant du titre, sur le score de 4 buts à 2. Les buts sont inscrits par Denis Bailleul, Léonard Froissard et un doublé d'Adrien Cousin, pour Ronchin Arthur Golliot marque un doublé.
En demi-finale, le HCV a battu l'Iris Hockey Lambersart sur le score de 5 buts à 2.
Résultats des matchs de la saison 2024 :
| Lieu du tournoi | Date       | Match                  | Score |
| --------------- | ---------- | ---------------------- | ----- |
| Cambrai         | 09/12/2023 | HCV - LUC Ronchin      | 6 - 6 |
| Cambrai         | 09/12/2023 | HCV - Amiens SC        | 6 - 3 |
| Cambrai         | 10/12/2023 | CA Montrouge - HCV     | 4 - 3 |
| Cannes          | 13/01/2024 | HCV - HC Nantes        | 5 - 3 |
| Cannes          | 14/01/2024 | HCV - Paris Jean Bouin | 5 - 1 |
| Cannes          | 14/01/2024 | HCV - Cambrai HC       | 7 - 6 |
| Amiens          | 20/01/2024 | HCV - IH Lambersart    | 3 - 4 |
| Amiens          | 20/01/2024 | HCV - RC France        | 5 - 2 |
| Amiens          | 21/01/2024 | HCV - COR Cannes       | 6 - 2 |

## Palmarès
- Champion de France Elite masculin salle : 2013, 2014, 2024
- Vice-champion de France Elite masculin salle : 2006, 2007, 2012, 2017
- Médaille de bronze Eurohockey Indoor club trophy 2025
- Champion de France Nationale 1 masculin gazon : 2009 2018
- Champion de France Nationale 1 féminin salle 2020
- Champion de France Nationale 2 masculin salle 1993
- Champion de France Nationale 3 masculin gazon 1987
- Champion de France Nationale 3 masculin salle 1987
- Champion de France Junior (U19) 2003
- Champion de France Cadet (U16) salle 1989, 1993, 1994
- Champion de France Cadet (U16) gazon 1993
- Champion de France Minimes (U14) salle 1998
- Champion de France Minimes (U14) gazon1998
- Champion de France Benjamin (U12) salle 1991, 2025